# Southampton (contea di Bedford)
Southampton  è una township degli Stati Uniti d'America, nella contea di Bedford nello Stato della Pennsylvania. Secondo il censimento del 2000 la popolazione è di 1.010 abitanti.

## Società

### Evoluzione demografica
La composizione etnica vede una maggioranza della razza bianca (99,21%) seguita da quella dei nativi americani (0,30%), dati del 2000.
| township di Southampton Popolazione |       |
| 2000                                | 1.010 |
| Stima al 2009                       | 1.038 |